# Laura Poitras
Pour les articles homonymes, voir Poitras.
Laura Poitras, née le 2 février 1964 à Boston, est une réalisatrice, documentariste, journaliste et photographe américaine.
Elle reçoit, en 2015, l'Oscar du meilleur documentaire pour son film retraçant les révélations d'Edward Snowden Citizenfour puis remporte, en 2022, le Lion d'Or pour Toute la beauté et le sang versé sur le combat de la photographe Nan Goldin contre les opiacés aux États-Unis.

## Biographie

### Famille et jeunesse
Laura Poitras grandit près de Boston, à Holliston (Massachusetts), dans une famille aisée et philanthrope. Ses parents font un don de 20 000 000 de dollars au McGovern Institute for Brain Research (Institut McGovern pour la recherche sur le cerveau) en 2007,,.
Son père, James Poitras, est diplômé du Massachusetts Institute of Technology (MIT) en 1963. Il travaille au Massachusetts General Hospital où il met en œuvre des systèmes informatiques pour les soins aux patients avant de rejoindre Highland Laboratories, l'entreprise familiale fondée par son père. La mère de Laura Poitras, Patricia Poitras, est infirmière et possède une licence en philosophie obtenue au Wellesley College et une maîtrise en service social à Smith College.
Laura a deux sœurs : Christine, enseignante en anglais seconde langue et Jennifer qui travaille dans le domaine de la gestion des risques en cas de catastrophe.
Elle a initialement le projet de devenir chef de cuisine et travaille comme cuisinière durant quelques années à L'Espalier (en), un restaurant français à Boston, mais après avoir terminé son éducation secondaire à la Sudbury Valley School (en) (où il n'y a pas de notes ni de division des élèves par âge), elle déménage à San Francisco,. Elle prend des cours au San Francisco Art Institute, où elle étudie avec le cinéaste expérimental Ernie Gehr. En 1992, elle s'installe à New York et commence à faire carrière dans le monde du cinéma, tout en poursuivant ses études en théorie sociale et politique à l'université The New School.

### Réalisations
En 2003, Laura Poitras co-réalise son premier film avec Linda Goode Bryant sur la gentrification à Columbus, Ohio. Ce documentaire, Flag Wars, reçoit un Peabody Award, gagne le prix du meilleur documentaire dans deux festivals, South by Southwest (SXSW) et le Seattle Lesbian & Gay Film Festival ainsi que le prix de la meilleure réalisation au Full Frame Documentary Film Festival. Il est également nommé aux Independent Spirit Awards et aux Emmy Awards, puis diffusé sur la chaîne PBS, dans la série POV.
À la suite de la réalisation de son documentaire My Country, My Country en 2004 et 2005 sur l'Irak, Laura Poitras a été placée sur la liste de surveillance du département de la Sécurité intérieure des États-Unis et a été arrêtée plus de 40 fois à la frontière américaine.
En 2011, elle a commencé la réalisation d'un documentaire sur les programmes de surveillance de masse des États-Unis, incluant ceux de la NSA et les lanceurs d'alerte. Dans ce cadre, elle a interviewé les activistes Julian Assange de WikiLeaks et Jacob Appelbaum.
Fin 2012, elle est cofondatrice de Freedom of the Press Foundation avec notamment le journaliste Glenn Greenwald et le lanceur d'alerte Daniel Ellsberg. Cette organisation a pour but de financer et soutenir la liberté d'expression et la liberté de la presse. Elle a ainsi levé des fonds pour retranscrire l'intégralité du procès de Chelsea Manning, la soldate américaine accusée d'avoir transmis 250 000 câbles diplomatiques américains et 500 000 rapports de l'armée américaine concernant la seconde guerre de l'histoire contemporaine de l'Afghanistan et de la guerre d'Irak à WikiLeaks, l'armée américaine ayant refusé de publier les transcriptions.
En janvier 2013, Laura Poitras et Glenn Greenwald ont été choisis par le lanceur d’alerte Edward Snowden pour faire ses révélations. Edward Snowden la contacte anonymement, car il souhaite lui communiquer des informations sur les programmes de surveillance du gouvernement américain. Le 6 juin 2013 à Hong Kong, elle réalise la première interview d'Edward Snowden, dans le cadre du tournage de son documentaire. Snowden lui a alors confié entre 15 000 et 20 000 documents secrets, dont seulement une petite partie a été révélée. Dans ce cadre, en 2013, elle entame une collaboration comme journaliste indépendante avec le New York Times, The Washington Post, The Guardian et Der Spiegel.
Le 10 février 2014, Laura Poitras participe, avec Glenn Greenwald et Jeremy Scahill au lancement du magazine en ligne The Intercept, la première publication de First Look Media, est financée par Pierre Omidyar,,. À court terme, le magazine doit servir de plateforme pour présenter les documents sur la NSA révélés par Edward Snowden et ainsi poursuivre la publication d’enquêtes sur la surveillance globale par les États-Unis.
Le 14 avril 2014, l'édition américaine du Guardian et le Washington Post reçoivent le prix Pulitzer du service public pour leur publication des révélations sur le système de surveillance de la National Security Agency (NSA) rendues possibles grâce aux documents fournis par Edward Snowden,,.
Laura Poitras diffuse son film documentaire Citizenfour en avant-première le 10 octobre 2014 au Festival du film de New York. Le documentaire, qui évoque la surveillance mondiale généralisée, retrace notamment l'histoire d'Edward Snowden de Hong Kong à Moscou,. Citizenfour était le pseudonyme utilisé par Edward Snowden pour signer son premier email envoyé à Laura Poitras en janvier 2013.
Au printemps 2016, elle est invitée par le Whitney Museum de New York à réaliser l'exposition Astro Noise, qui reprend certaines de ses recherches précédentes, et les place dans un nouveau contexte. Astro Noise (la perturbation des radiations astrales) était le nom du fichier envoyé par Edward Snowden à Poitras, contenant un nombre important de données collectées.
En 2019, First Look Media décide d'arrêter le travail de recherche dans les archives Snowden et de s'en séparer. Poitras dénonce cette décision en faisant valoir que ni elle ni le comité directeur n'ont été consultés à ce sujet.
Le 30 novembre 2020, elle cesse de travailler pour The Intercept et First Look Media. En janvier 2021, elle publie une lettre ouverte dans laquelle elle revient sur son départ. Elle dit avoir été licenciée de The Intercept à la suite des critiques qu'elle a publiquement émises, notamment dans le New York Times, à l'encontre de First Look Media qui n'aurait pas suffisamment protégé Reality Winner après qu'elle eut transmis au journal des documents classés, menant ainsi à son arrestation. Laura Poitras allègue également que First Look Media s'est engagé dans une opération de couverture visant à masquer ses défaillances dans cette affaire. Selon First Look Media, Poitras n'est pas licenciée mais c'est plutôt son contrat qui n'est pas renouvelé, la journaliste n'aurait exercé aucune activité au sein de la société depuis plus de deux ans,.

## Filmographie
- 1995 : Exact Fantasy
- 1998 : Free Tibet
- 2003 : Flag Wars (en)
- 2006 : My Country, My Country
- 2010 : The Oath
- 2011 : O’Say Can You See (court métrage)
- 2011 : The Law in These Parts
- 2012 : The Program (court métrage)
- 2013 : Death of a Prisoner (court métrage)
- 2014 : Citizenfour
- 2016 : Risk
- 2022 : Toute la beauté et le sang versé (All the Beauty and the Bloodshed)

## Distinctions

### Récompenses
- Peabody Award 2003 pour son documentaire Flag Wars (en)[28].
- Prix MacArthur 2012[29],[30].
- Electronic Frontier Foundation Pioneer Award 2013 (avec le journaliste Glenn Greenwald) pour ses chroniques sur les programmes de surveillance de la NSA à la suite des révélations d'Edward Snowden[31].
- IDA Awards 2013 : Courage Under Fire Award.
- Prix George-Polk 2013 du reportage sur la sécurité nationale, avec Ewen MacAskill et Glenn Greenwald (The Guardian), ainsi que Barton Gellman (Washington Post) pour leurs enquêtes basées sur les documents de la NSA[32].
- Le prix Ridenhour Truth-Telling, attribué le 4 avril 2014 (ainsi qu'à Edward Snowden)[33],[34].
- Médaille Carl von Ossietzky 2014 (ainsi qu'à Glenn Greenwald et Edward Snowden)[35].
- Oscars 2015 : meilleur film documentaire pour Citizenfour.
- Mostra de Venise 2022 : Lion d'Or pour Toute la beauté et le sang versé.[36]
- Festival international du film de Stockholm 2022 : Prix du meilleur film documentaire pour Toute la beauté et le sang versé.

### Nominations
- Emmy Awards 2004 : meilleur documentaire pour Flag Wars
- Oscars 2007 : meilleur film documentaire pour My Country, My Country
- Emmy Awards 2007 : meilleur documentaire pour My Country, My Country
- Emmy Awards 2010 : meilleur documentaire pour The Oath